# アリクイ
アリクイ（蟻食・蟻喰・食蟻獣）は、哺乳綱有毛目に分類されるアリクイ亜目（虫舌亜目、Vermilingua）を構成する種の総称。
アリやシロアリを食べることからアリクイ、英語でもアントイーター（anteater）と呼ぶ。分類群の学名 （Vermilingua）は「蠕虫状の舌」を意味する。

## 特徴
その学名のとおりミミズのような細長い舌を持ち、粘着力のある唾液を付け、餌を舌に粘着させて捕る。
口吻は極端に細長く、口は小さく歯がほとんどない。餌は丸呑みされる。このため、虫のような小さな餌かペースト状の餌（もっぱら飼育下で与えられる）しか食べることができない。
尾は長くて力強く、オオアリクイ以外は物に巻きつけることができる。
前足の第3指は強大な鉤爪を持ち、蟻塚を崩したり、木に登ったり、捕食者に対する武器として使う。
嗅覚は優れるが、視覚と聴覚は鈍い。
群は作らず、単独か母子で行動する。
野生のアリクイは1日に約3万匹のアリやシロアリを捕食している。
短く柔らかい毛に覆われる。ただしオオアリクイは長く硬い毛に覆われる。
威嚇するときに仁王立ちのようなポーズをとる。

## 分類
以下の分類は、現生属はGardner (2005) に従う。和名は、川田ら (2018) に従う。
- ヒメアリクイ科 Cyclopedidae
  - ヒメアリクイ属 Cyclopes
  - †Palaeomyrmidon属[4]
- アリクイ科 Myrmecophagidae
  - オオアリクイ属 Myrmecophaga
  - †Neotamandua属[5]
  - コアリクイ属 Tamandua
  - †Protamandua属[6]

## 現生種の分布
中南米の森林・草原地帯に住む。

## 飼育
日本でもいくつかの動物園で飼育されているほか、個人で飼育している事例も多い。
実際に、一部のペットショップでは販売している。
アリクイという名前からアリ以外は食べないと思われがちだが、実際にはペースト状にした食べ物ならかなり食べる。
個人で飼育する場合には、栄養バランスなどの面からは、食虫動物用の餌というものが売られているので、これを購入してミキサーで粉々にして与えると良い。
ペースト状にした餌を穴をあけた木の幹などに注入しておくと穴に舌を差し込んで食べる。
あるいはビール瓶などの入り口の細いビン状の物に入れておいても食べる。動物園などではこの方式が多く用いられている。
特に、飼育下のアリクイはマヨネーズを好んで食べることが知られている。
飼育する場合には、腐敗による食中毒防止のため、餌皿代わりの木は毎日洗うことが必須である。